# Université de Malaga
L'université de Malaga (en espagnol : Universidad de Málaga) est une université publique espagnole située dans la ville de Malaga. Elle comprend environ 35 979 étudiants et 2 363 membres du personnel académique (2016).

## Présentation
La création de l'université de Malaga a été revendiquée par l'initiative locale en 1968 et a été fondée le 18 août 1972.
Son recteur est José Ángel Narváez Bueno.
L'université de Malaga est membre du réseau EUniverCities.

## Anciens élèves
- María Teresa Campos
- María Dávila